# Canh bún

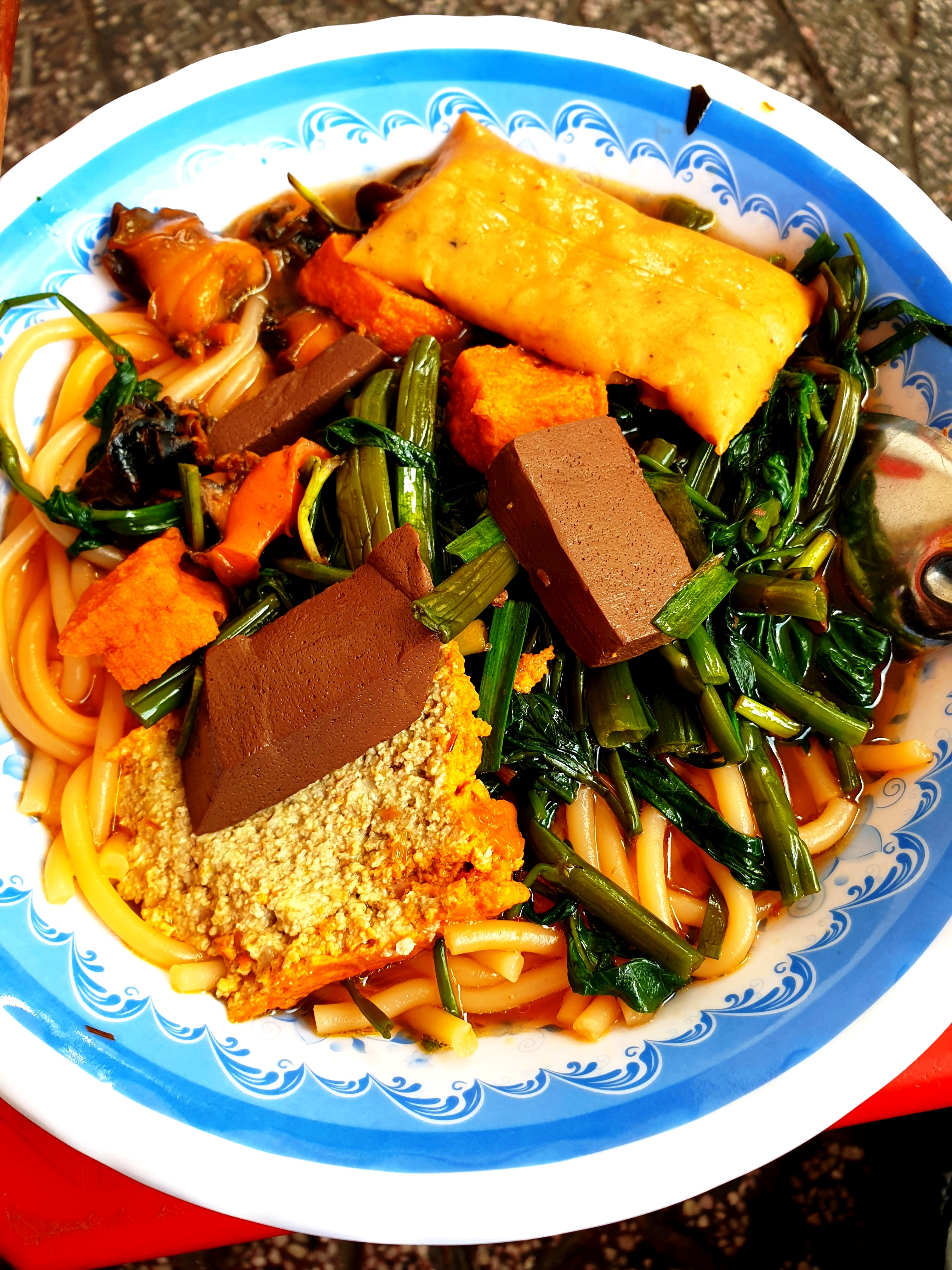
Canh bún

Canh bún là một món ăn thuần túy Việt Nam, nhưng lại có khá ít người biết đến hoặc nhầm lẫn với món Bún riêu cua hay gọi tắt là bún riêu. Món ăn này khác với bún riêu ở chỗ sử dụng cọng bún to và thay vì ăn kèm rau sống giá trụng, canh bún lại dùng chỉ kèm theo món rau muống luộc rất dân dã. Về phần nước lèo thì tùy địa phương mà canh bún có mỗi biến thể khác nhau, vì thế canh bún có thể có rất nhiều kiểu nấu và một số địa phương dùng hẳn nước lèo bún riêu ăn cùng với món này.